# Tinizong
Tinizong est une localité et une ancienne commune suisse du canton des Grisons, située dans la région d'Albula.

## Histoire
Mentionné dans l'itinéraire d'Antonin comme étape sur la route du col du Septimer, le village est protégé, au Moyen Âge, par trois tours de défense aujourd'hui disparues. Il tire ses revenus de l'agriculture et de l'extraction de minerai de manganèse dans le val d'Err.
En 1851, le village (ainsi que le quartier de Ruegnas situé dans le village voisin de Rona) est érigé en commune. Celle-ci fusionnera avec sa voisine le 1er janvier 1998 pour former la commune de Tinizong-Rona (qui fusionnera à son tour le 1er janvier 2016 dans la nouvelle commune de Surses).

## Patrimoine bâti
L'église paroissiale Saint-Blaise est mentionnée depuis 1180. Détruite par un incendie en 1610, elle est reconstruite entre 1643 et 1663 par Paolo Torello. Le bâtiment est un édifice à une nef baroque avec deux chapelles latérales formant transept et chœur polygonal, inscrit aujourd'hui comme bien culturel d'importance nationale. À l'intérieur, triptyque gothique tardif par J. Kändel.